# Szini Péter
Szini Péter (Kis-Lónya, 1860. november 24. – Debrecen, 1906. december 9.) író, állami tanító.

## Életrajza
Iskoláit Munkácson kezdte és 1880-ban Sárospatakon végezte. 1881-ben Jánosiban lakott, ahonnan Beregsurányba, majd Hetébe rendelték tanítónak. Hét évet töltött itt, majd Fornos községben foglalta el a tanítói állást; egy év múlva, 1890. március 20-án a vallás- és közoktatásügyi miniszter kinevezte a Beregszász-Vég-Ardóba az állami iskolához tanítónak. Később Debrecenben volt tanító, ahol tüdővész okozta betegsége miatt 1904-ben nyugalmazták. 1906. december 9-jén délután 1 órakor hunyt el, életének 46., házasságának 23. évében. 1906. december 11-én helyezték örök nyugalomra a Hatvan utcai temetőben. Neje Vincze Zsófia volt.
Első költeménye 1877-ben jelent meg a Képes Hetilapban; 1878-tól munkatársa volt a Gömör-Kishontnak; versei, beszélyei, vezércikkei a következő hirlapokban jelentek meg: Budapest, Gondűző, Képes Családi Lapok, Hirmondó, Magyar Lap, Kis Ujság (14 regény), Bereg, Munkács, Mátyás Diák (Sáder Kató alak), Munkács és Vidéke, Szabolcsmegyei Közlöny, Urambátyám (közel száz humorisztikus vers és elbeszélés), Budapesti Napló, Szabolcsi Szabadsajtó, Szatmár és Vidéke, Szamos, Felső Magyarország, Fővárosi Lapok, Vasárnapi Ujság, Nép Zászlója, Magyar Géniusz, Hasznos Mulattató, (stb.) 1885-ben egy ifjúsági színművével pályadíjat nyert; 1888-ban A tékozló fiú című elbeszélésével nyert pályadíjat a Nagy Károly és Vidéke lapnál. A Magyar Mesemondóban öt verses elbeszélése jelent meg. Az állatvédő-egyesület folyóiratában és Naptárában, mint az egyesület választmányi tagja, sokat írt; a Magyar Nyelvőrnek rendes munkatársa volt; a Beregmegyei Tanügybe, melynek főmunkatársa volt szintén több cikket is írt.

## Munkái
- Az élet színpadáról (Elbeszélések)… (1886)
- Temetési énekek (Beregszász, 1892)
- Sírvirágok… (Sírnál mondott versek, beszédek és énekek) (1893).
- A kisértet (Budapest, Magyar Mesemondó 61. szám, 1893)
- Csapó uram vendégei (Budapest, Magyar Mesemondó 62. szám, 1893)
- Mátyás király boszuja (Budapest, Magyar Mesemondó 64. szám, 1893)
- Az aranymadár (Budapest, Magyar Mesemondó 65. szám, 1893)
- Rangos Sára (Budapest, Magyar Mesemondó 68. szám, 1893)
- Kincses Mózes (Budapest, Históriák 208. szám, 1893)
- Vidám versek Debrecen, 1898. (Szirén-Szini Péter néven)

- Népköltési gyűjtemények Beregmegyéből címmel összegyűjtötte a vármegye népszokásait, dalait, meséit és babonáit; mely munkáját a beregvármegyei tanítóegyesület pályakoszorúzta.
- Az izgató című énekes életképe 50 korona jutalomban részesült, valamint a beregszászi színházban is előadták.
- Írt a budapesti városligeti új színkör részére két színművet Kelepczében és Vetélytársak címmel.
- Szerkesztette a Gondűző Képes Kalendáriumot és a Tiszavidéki Mulattató Naptárt is.

- Álnevei és jegyei: Keserű Gazsi, Beregi, Szalácsy Péter (az Üstökösben 1881-82, a Budapestben és a Beregben 1884-85. és a Budapesti Néplapban 1884.; később Aristophanes, Szirén, Vitkay Zoltán, (Sz. P.) és (i. r.).